# Ana Maria Machado
Para la poeta chilena, véase Ana María Machado.
Ana Maria Machado (Río de Janeiro, 24 de diciembre de 1941) es una periodista, profesora, pintora, y escritora brasileña. Su obra fue reconocida en 2000 con el Premio Hans Christian Andersen, máximo galardón de la literatura infantil y juvenil. También obtuvo en 2012 el Premio Iberoamericano SM de Literatura Infantil y Juvenil.
Comenzó a escribir en 1969 y desde entonces ha vendido más de cuatro millones de ejemplares de sus libros, que han sido objeto de numerosas tesis universitarias, incluso fuera de Brasil. Su obra para adultos, también premiada, es considerada por la crítica como una de las mejores de la literatura brasileña contemporánea.
Antes de dedicarse de lleno a la escritura se desempeñó en numerosos campos. Empezó estudiando pintura en el Museo de Arte Moderno de Río y en el de Nueva York. Participó en diversas exposiciones individuales y colectivas. Ingresó a la universidad para estudiar geografía, carrera que abandonó seis meses después para estudiar lenguas romances. Se doctoró en lingüística en la École Practique des Hautes Études, París, donde fue alumna de Roland Barthes, su director de estudios y de la tesis que escribió sobre la obra de Guimarães Rosa. Fue profesora de portugués en La Sorbonne, entre 1970 y 1971. En Río de Janeiro dio clases de teoría literaria y literatura brasileña en la Universidad Federal, enseñó en la Escuela de Comunicación y, posteriormente, fue la primera catedrática de literatura infantil en la Pontificia Universidad Católica. En 1997 fue profesora de traducción de literatura infantil y juvenil en el Departamento de Letras de la PUC en Río.
Como periodista trabajó para la revista Elle en París, para la BBC de Londres, y para otras publicaciones de Brasil, entre ellas el Jornal do Brasil donde tuvo una columna semanal por cinco años. También fue editora de noticias, durante siete años, del sistema Radio Jornal do Brasil.
En 1979 abrió en Río la primera librería infantil brasileña, Malasartes, que dirigió hasta marzo de 1996. Entre 1990 y 1994 se convirtió en editora de libros infantiles y fue una de las directoras de Quinteto Editorial.
En la década de 1980, Machado escribió y profundizó mucho sus reflexiones en torno a la lectura y la literatura. Estas nuevas reflexiones la condujeron a dar la vuelta al mundo, realizando múltiples conferencias y artículos.
Fue parte del Comité Ejecutivo de IBBY entre 1982 y 1986. Fue miembro del jurado del premio Hans Christian Andersen entre 1978 y 1982, en 1986 fue elegida su presidente, cargo en el que fue reelegida en 1988. También ha sido jurado de los premios Casa de las Américas (1982) y Cataluña de Ilustración (1990).
En los últimos quince años ha venido ejerciendo una intensa actividad en la promoción de la lectura, tanto en su país como en el exterior. Actividad que complementa con innumerables intervenciones en seminarios, congresos y conferencias sobre lectura y literatura infantil. En 2010 obtuvo un Premio Príncipe Claus.
Su hijo es el bailarín Pedro Martins Machado.

## Algunos títulos relevantes
- 1983 - Alice e Ulisses (novela)
- 1983 - Un pajarito me contó (cuento infantil)
- 1985 - Del tamaño justo y Raúl de la herrumbre azul[5] (libro juvenil)
- 1986 - Niña bonita (cuento infantil)
- 1988 - Tropical Sol da Liberdade (novela)
- 1991 - Canteiros de Saturno (novela)
- 1993 - Aos Quatro Ventos (novela)
- 1995 - O Mar Nunca Transborda (novela)
- 1998 - Esta fuerza extraña (autobiografía)
- 1999 - A Audácia dessa Mulher (novela)
- 2000 - Mensaje para ti (obra de teatro)
- 2000 - Eso no me lo quita nadie (novela)
- 2001 - Para sempre (novela)
- 2004 - De carta en carta (cuento infantil)
- 2015 - El domador de monstruos (cuento infantil)
- 2016 - ¿Dónde está mi almohada? (cuento infantil)
- 2018 - Siempre con mis amigos (novela)